# Fuerstia
Fuerstia, biljni rod iz porodice usnača kojemu pripada 9 vrsta tropskih afričkih trajnica i polugrmova. Opisan je 1929.
Rod je smješten u podtribus  Ociminae, dio tribusa Ocimeae, potporodica Nepetoideae.

## Ljekovitost
Tipična vrsta F. africana u sebi sadrži feruginol, prirodni fenol sa snažnim antimalarijskim djelovanjem.

## Vrste
1. Fuerstia adpressa A.J.Paton
2. Fuerstia africana T.C.E.Fr., tipična vrsta.
3. Fuerstia angustifolia G.Taylor
4. Fuerstia bartsioides (Baker) G.Taylor
5. Fuerstia dendrothrix A.J.Paton
6. Fuerstia rara G.Taylor
7. Fuerstia rigida (Benth.) A.J.Paton
8. Fuerstia ternata A.J.Paton
9. Fuerstia welwitschii G.Taylor